# Volkswagen up!
La Volkswagen up! è una superutilitaria prodotta dalla casa automobilistica tedesca Volkswagen nello stabilimento di Bratislava dal 2011 al 2024, sia nella versione 3 porte sia in quella 5 porte e accompagnata dalle "sorelle" (condividono gli stessi componenti, stessa meccanica e pianale, cambiano solo accorgimenti estetici) SEAT Mii e Škoda Citigo.

## Profilo e contesto

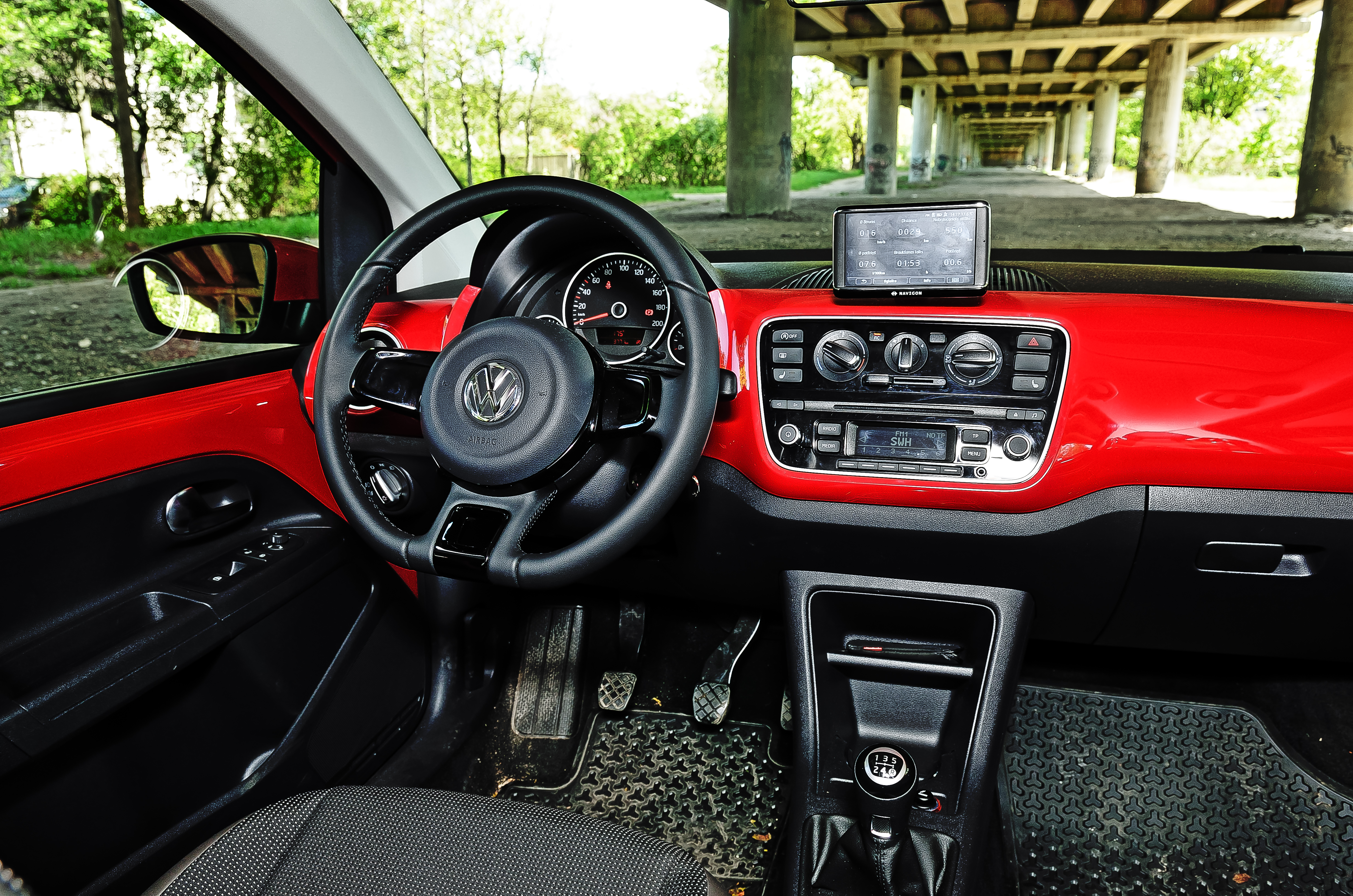
Interni

Presentata nel 2011, la vettura va a sostituire il precedente modello Fox. Commercializzata a partire dal 2012, nello stesso anno sono state introdotte, a maggio, il modello a cinque porte e la disponibilità della trasmissione automatica come optional e, a giugno, viene installato di serie un sistema di assistenza alla partenza in salita.
Nel 2013 sono state presentate la versione eco up! a doppia alimentazione metano/benzina e una versione puramente elettrica chiamata e-up! con un'autonomia fino a 160 km. 
Nel 2014 è stata presentata la versione cross up! con assetto rialzato e a partire da maggio dello stesso anno, è stato aggiunto alla dotazione standard un sensore della pressione degli pneumatici. Nel 2016 è arrivato il primo restyling di metà carriera. Nel maggio 2017 la Volkswagen ha presentato al Wörthersee una concept car della up! GTI. 

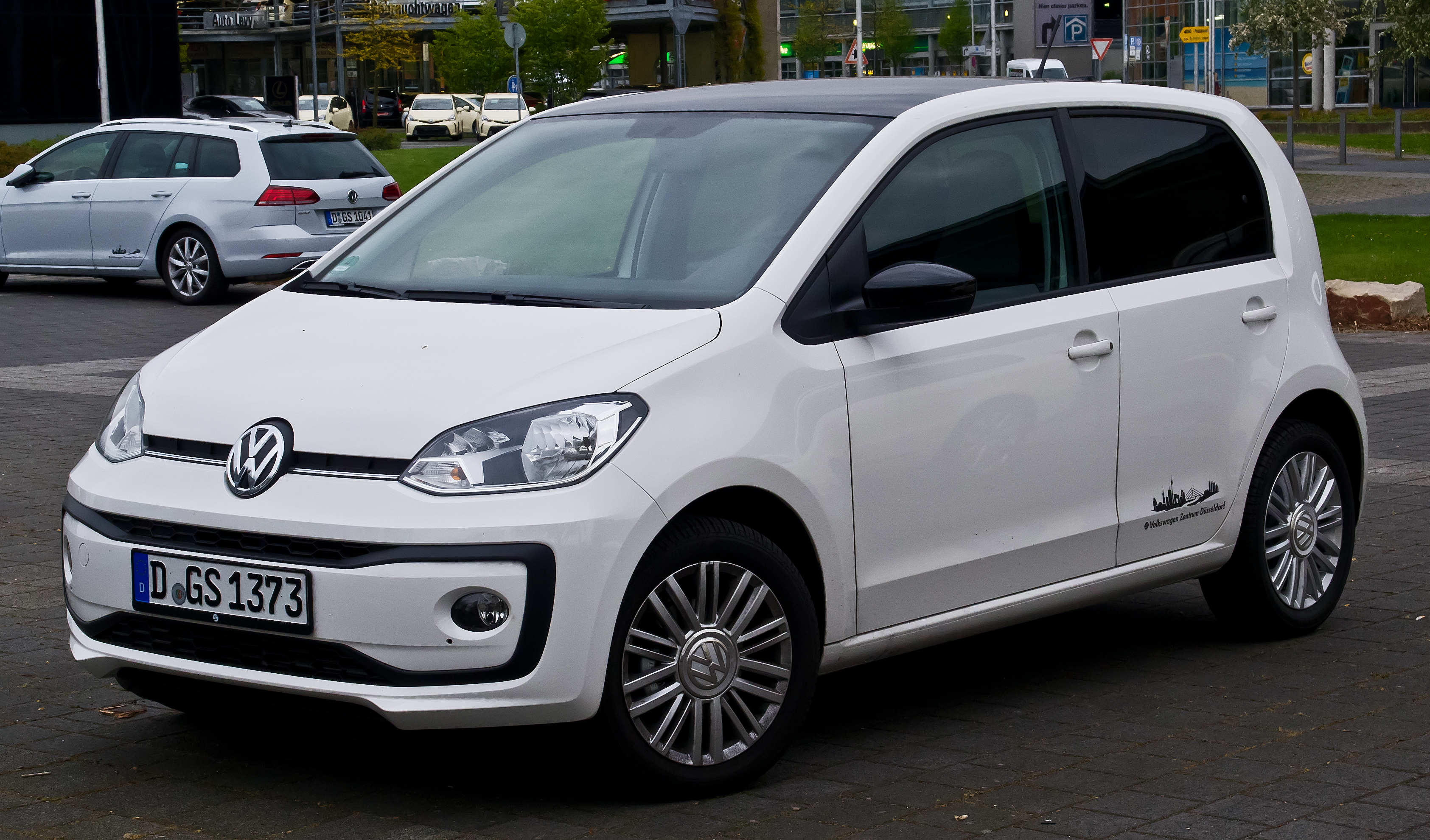
Frontale up! restyling

Successivamente, gli unici motori a benzina rimasti in gamma sono il 1.0 MPI da 60 CV e il 1.0 TSI da 115 CV per la versione GTI e la versione a metano da 68 CV. In seguito, a listino rimangono solo le versioni elettriche fino alla fine della produzione.

## Evoluzione

### Restyling 2016
Nel 2016 la up! ha subito un restyling.

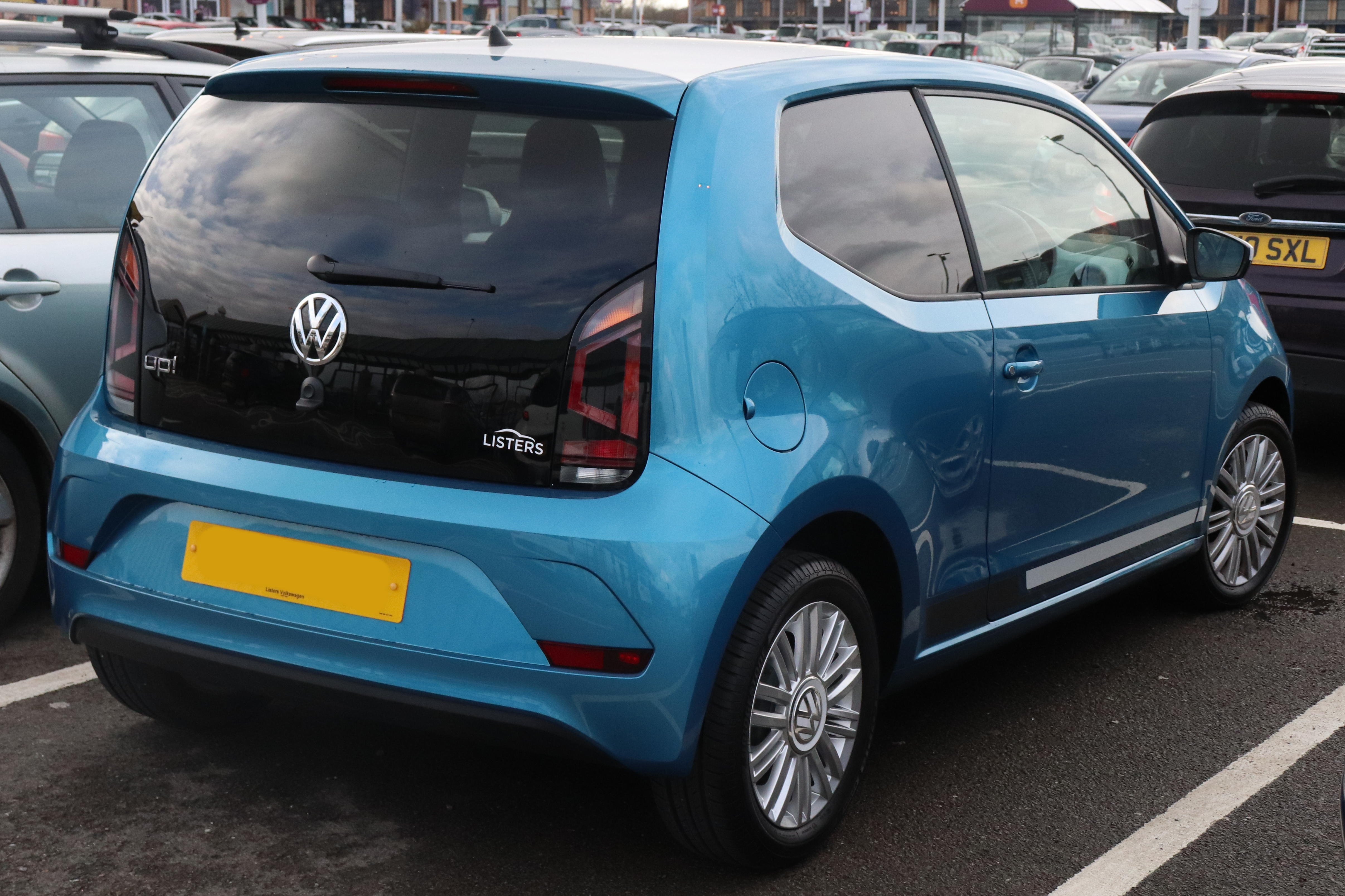
Retro up! restyling

A livello meccanico viene introdotto un nuovo motore turbocompresso 1.0 TSI da 90 CV (rimosso poi, insieme al 1.0 MPI da 75 CV) già utilizzato sulla Polo. Esternamente, ci sono i nuovi fari che di serie hanno le luci diurne a LED. Sia i paraurti che i fanali posteriori sono stati ridisegnati: davanti vi è la griglia ora a nido d'ape e fari, specchietti e fascioni ridisegnati e al posteriore nuovi gruppi ottici, oltre a nuove colorazioni e personalizzazioni.
L'interno riceve un nuovo impianto audio e sistema di infotainment, con l'opzione “Maps+More” che non si utilizza più uno schermo staccabile, ma bensì uno smartphone da collegare tramite cavo o Bluetooth e utilizzare come display per le funzioni multimediali come il navigatore o la musica.

### Volkswagen e-up!

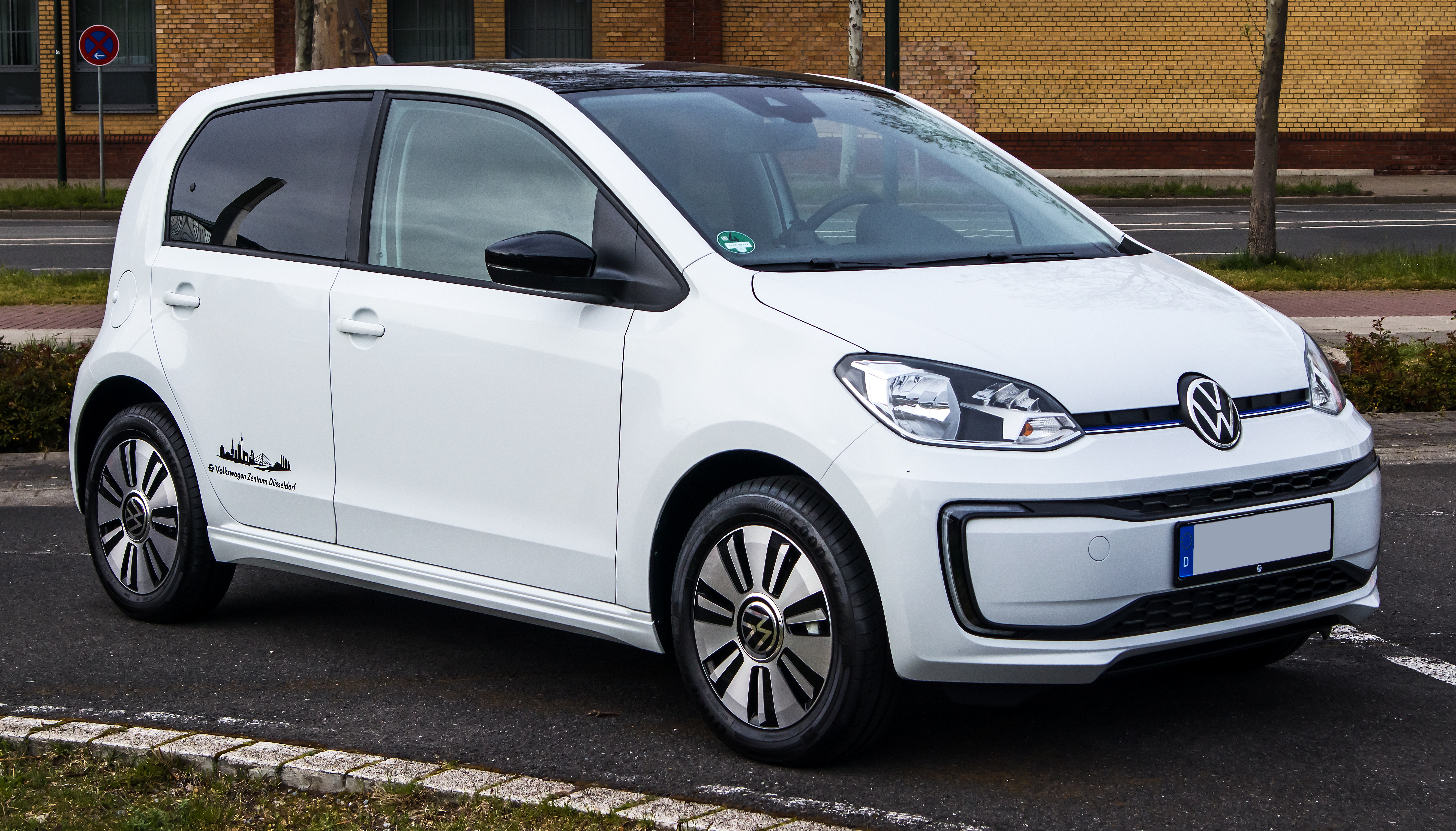
Volkswagen e-up!

La prima versione elettrica della Volkswagen Up! (denominata e-Up!) è dotata di una batteria da 18,7 kWh ricaricabile in corrente alternata o in corrente continua. L'autonomia dichiarata è di 160 km con una ricarica (ciclo NEDC). 
Nel novembre 2019 è stata presentata una versione ristilizzata della e-Up!, la quale non presenta particolari differenze a livello di design ma porta grandi novità sotto il punto di vista motoristico: nuova batteria agli ioni di litio da 32,3 kWh che porta l'autonomia a 260 km WLTP e fino a 355 km nel ciclo urbano WLTP, motore da 83 CV e 0-100 km/h in 11,9 secondi e velocità massima di 130 km/h. Di serie ci sono anche il climatizzatore automatico Climatronic, il volante multifunzione rivestito in pelle, il selettore del cambio, la leva del freno a mano, i cerchi in lega blade da 15”, i vetri posteriori oscurati, i battitacco anteriori in alluminio, i sensori di parcheggio posteriori con telecamera Rear View, il cruise control e il nuovo sistema di assistenza per il mantenimento della corsia Lane Assist. La ricarica rapida può essere effettuata con la presa CCS Combo a una potenza massima di 40 kW, permettendo la ricarica completa in circa 1 ora, o in corrente alternata con una potenza massima di 7,2 kW; in questo caso la ricarica impiega circa 4 ore e mezzo.

## up! GTI

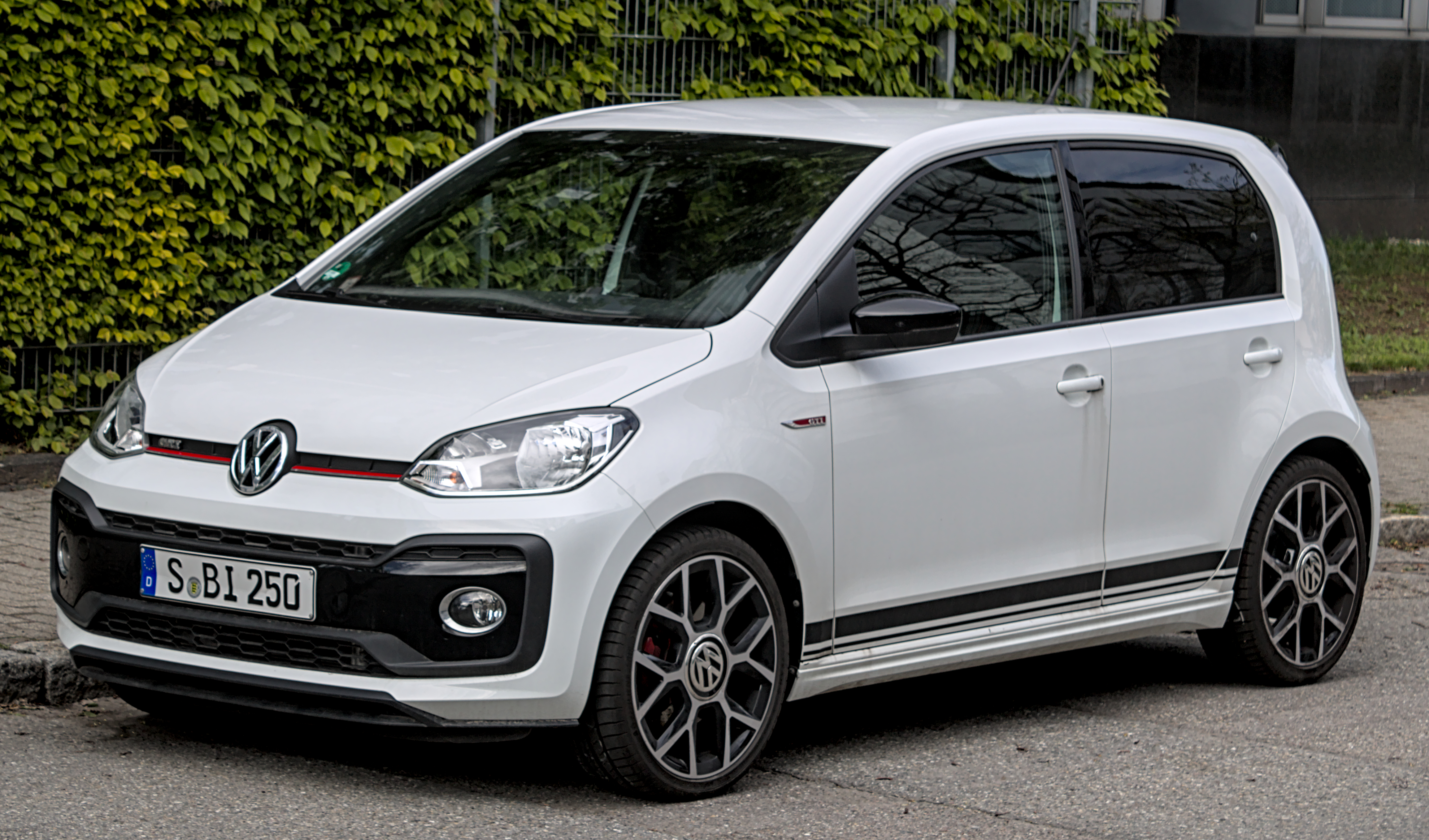
up! GTI

A metà dicembre 2016, la Volkswagen ha mostrato alla stampa specializzata un prototipo della up! GTI. La vettura, che rappresenta la versione di punta e più sportiva della citycar tedesca, riprende la dicitura GTI già in uso dalle Polo e Golf. 

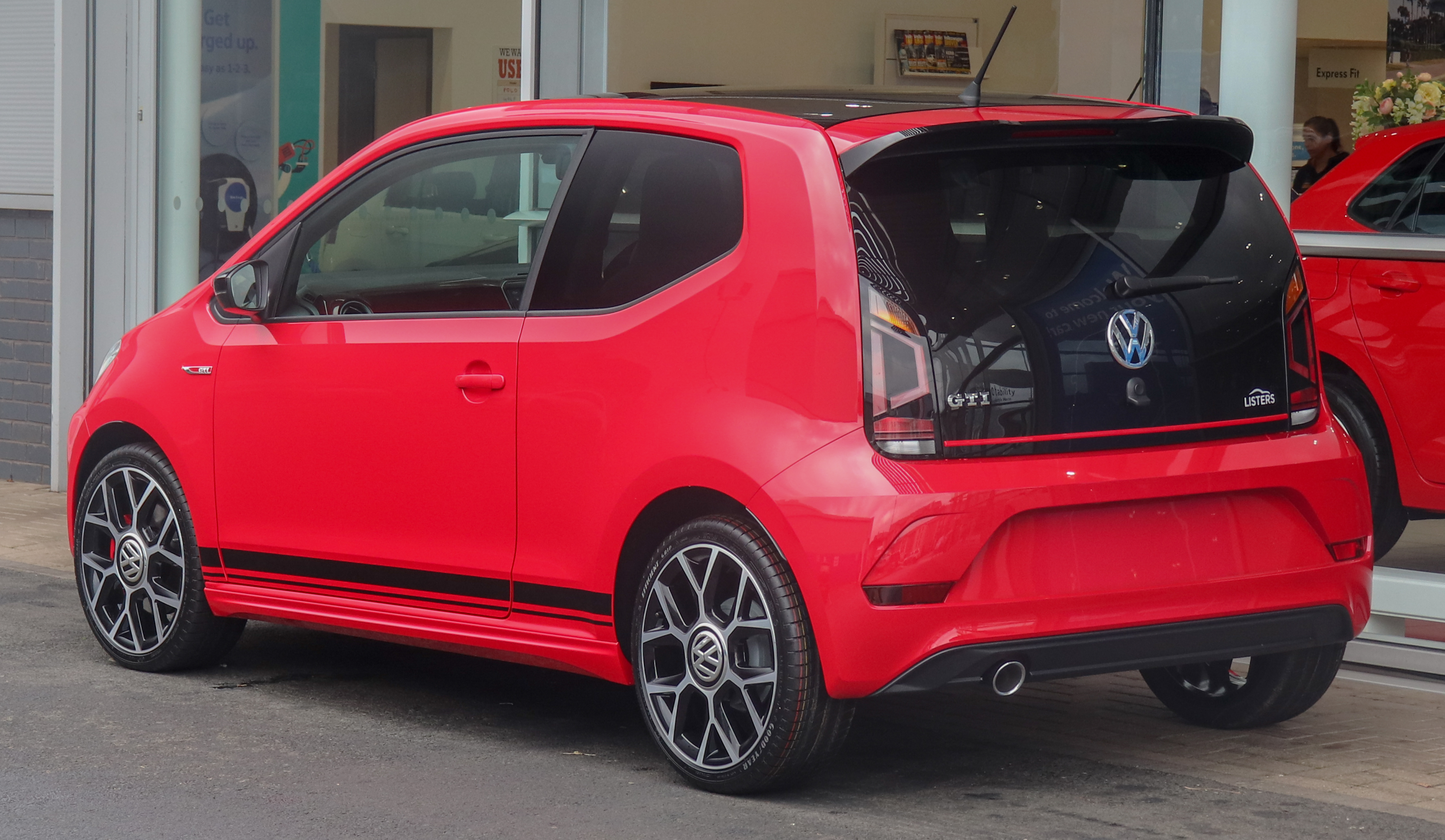
up! GTI

A spingere la vettura c'è una variante sovralimentata con turbocompressore da 116 cavalli del motore a tre cilindri da 1 litro delle altre Up!. Per aumentare la potenza di 26 cavalli rispetto alla versione da 90 CV, gli ingegneri hanno montato un turbo con una maggiore pressione di sovralimentazione e aumentato il rapporto di compressione a 10,5:1. 
La GTI ha una velocità massima 192 km/h e accelera da 0 a 100 km/h in 8,9 secondi. L'unica trasmissione disponibile è un manuale a sei marce. Esteticamente si caratterizza per nuovi paraurti più avvolgenti con fascioni in nero lucido e alcuni dettagli di colore rosso come la calandra anteriore. All'interno vi sono nuovi sedili e rivestimenti, con la trama scozzese che riprende quella della prima golf GTI. Le vendite della Up GTI sono iniziate nel 2018.

## Motorizzazioni
| Modello         | Disponibilità                 | Motore                                      | Cilindrata cm³ | Potenza max    | Coppia massima             | Emissioni CO2 (g/km) | 0-100 km/h (secondi) | Velocità max (km/h) | Consumo medio (km/l) |
| 1.0 MPI 60      | dal 2011 al 2020              | 3 cilindri in linea, Benzina                | 999            | 44 kW (60 CV)  | 95 Nm @3000-4300 giri/min  | 105                  | 14,4                 | 160                 | 22,2                 |
| 1.0 MPI 65      | dal 2020                      | 3 cilindri in linea, Benzina                | 999            | 48 kW (65 CV)  | 95 Nm @3000-4300 giri/min  | 116                  | 15,6                 | 165                 | 19,5                 |
| 1.0 MPI 75      | dal 2011 all'agosto 2019      | 3 cilindri in linea, Benzina                | 999            | 55 kW (75 CV)  | 95 Nm @3000-4300 giri/min  | 108                  | 13,2                 | 171                 | 21,3                 |
| 1.0 MPI 68      | dal 2013                      | 3 cilindri in linea, Metano                 | 999            | 50 kW (68 CV)  | 90 Nm @3000-4300 giri/min  | 79                   | 16,3                 | 164                 | 31,2 km/kg           |
| 1.0 TSI 90      | da luglio 2016 ad agosto 2019 | 3 cilindri in linea, sovralimentato Benzina | 999            | 66 kW (90 CV)  | 160 Nm @1500-4300 giri/min | 108                  | 9,8                  | 185                 | 20,1                 |
| 1.0 TSI GTI 116 | da dicembre 2017              | 3 cilindri in linea, sovralimentato Benzina | 999            | 84 kW (116 CV) | 200 Nm @2000-3000          | 110                  | 8,8                  | 196                 | 20,8                 |

## Versioni speciali

### Azzurra Sailing Team
Nel 2011, presso il Salone di Ginevra, i designer Giugiaro e de Silva presentarono la up! Azzurra Sailing Team, un modello della up! riconfigurato in versione spiaggina, non dotata quindi di portiere né di tettuccio. La configurazione meccanica rimaneva invariata.

## Sicurezza automobilistica
La vettura è stata sottoposta ai crash test dell'Euro NCAP una prima volta nel 2011 ottenendo il risultato di 5 stelle e una seconda nel 2019 in cui ha ottenuto 3 stelle.

## Riconoscimenti
- World Car of the Year 2012[10]